# Jacques Trublet de Villejégu
Jacques Jérôme Antoine Trublet de Villejégu (Lorient, 17 novembre 1746-Rennes, 21 juin 1829), est un officier de marine français.

## Biographie
D'une famille de Saint-Malo, fils de Michel Trublet, sieur de La Ville-Jégu, capitaine de vaisseau de la Compagnie des Indes, et d'Anne Marguerite Antoinette de Montigny, Jacques Trublet de Villejégu entre lui-même dans la Compagnie comme enseigne surnuméraire (décembre 1767). Il sert alors sur le Berryer en Chine puis sur le Gange aux Indes. Enseigne sur le Terray (avril 1774), il prend part à deux autres voyages aux Indes. 
En février 1781, lors de la guerre d'indépendance des États-Unis, il est nommé capitaine de brûlot et navigue sur la Serapis. En novembre, il embarque sur le Flamand , sous les ordres de Éléonor Jacques de Perier de Salvert, dans l'escadre de Suffren et participe à toute la campagne et aux cinq batailles livrées par Suffren. Il devient second du Flamand en mai 1782.  
A la bataille de Gondelour, le 20 juin 1783, le commandant Perier de Salvert est tué dès la première bordée tirée par les Anglais, emporté par un boulet : « Pendant cette manœuvre hardie qui sauva peut-être la flotte française, le capitaine fut emporté d'un boulet de canon, et paya de sa vie sa généreuse conduite ». Trublet prend ainsi le commandement du Flamand dont, par l'habilité de ses manœuvres, il est l'artisan principal de la victoire. Il est alors récompensé par la croix de Saint-Louis et est promu lieutenant de vaisseau (avril 1784). 
Il sert ensuite sur le Patriote (septembre 1786) à la station des Antilles puis reçoit le commandement de la Résolue à Brest (novembre 1790) et de l' Apollon (1791). Capitaine de vaisseau (juillet 1792), il est arrêté puis destitué au moment des événements révolutionnaires puis, malade, donne sa démission (mars 1795). 
Adjoint au maire de Rennes (1803), il demande à reprendre du service à la Restauration, en vain, mais est tout de même promu contre-amiral honoraire en novembre 1816.
Il avait épousé sa cousine, la sœur de Pierre Carré de Lusançay.

## Œuvre
- Histoire de la campagne de l'Inde par l'escadre aux ordres de M. le bailli de Suffren, 1802